# 科埃魯鄉

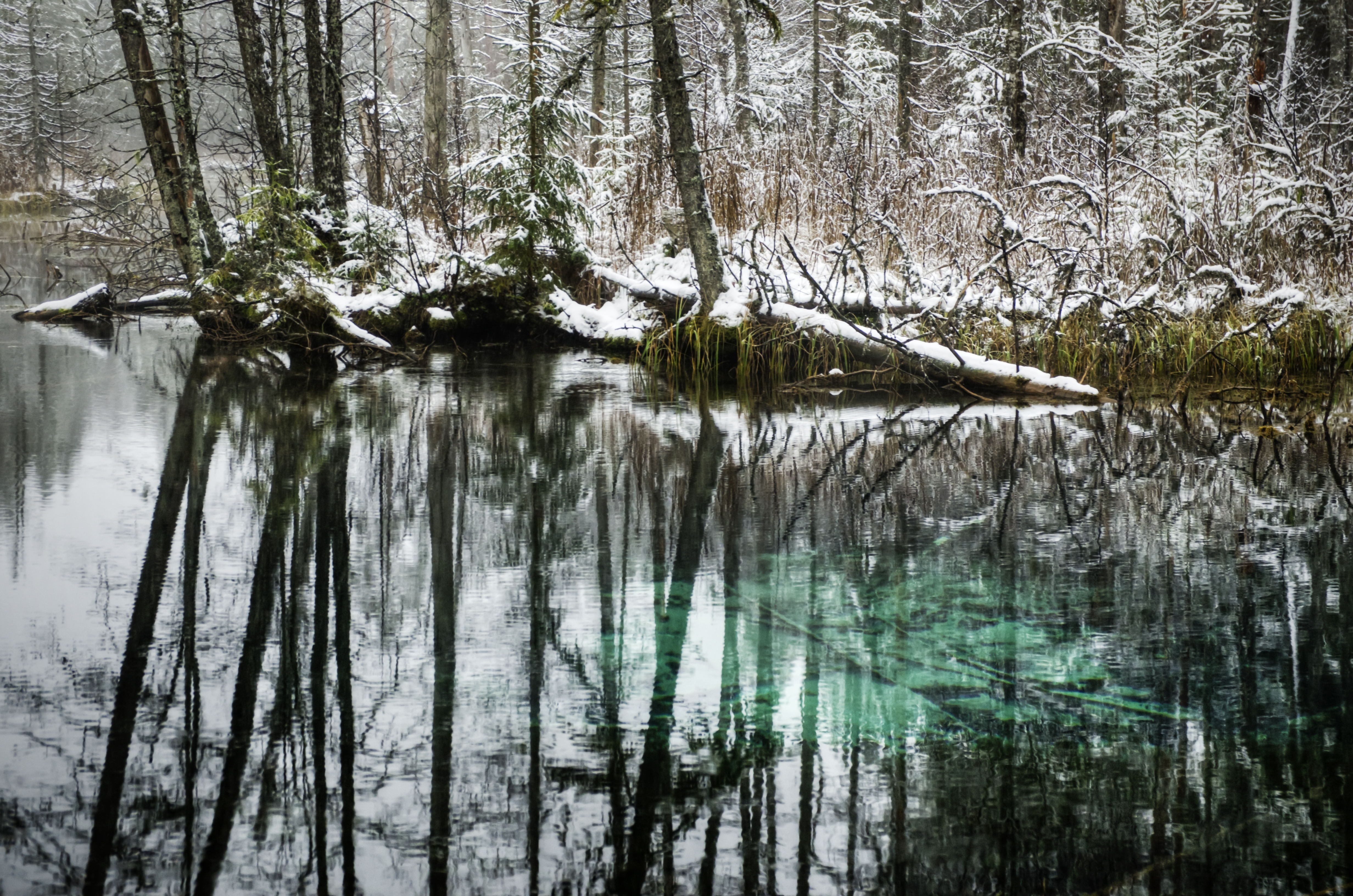

科埃魯鄉，曾是愛沙尼亞耶爾瓦縣的一個鄉村型市镇，位於該國中部，行政中心設於科埃魯，面積237平方公里，2003年人口2,465，人口密度每平方公里10人。
2017年爱沙尼亚行政改革后，科埃魯市镇与其他市镇一起合并为新的耶尔瓦市镇。
58°58′00″N 26°02′00″E / 58.966667°N 26.033333°E